# Gerry (film, 2011)
Cet article concerne le film d'Alain DesRochers. Pour le film de Gus Van Sant, voir Gerry (film, 2002).
Pour les articles homonymes, voir Gerry.
Pour plus de détails, voir Fiche technique et Distribution.
Gerry est un film biographique québécois réalisé par Alain DesRochers mettant en vedette Mario Saint-Amand dans le rôle de Gerry Boulet. Le film est présenté en première à Saint-Jean-sur-Richelieu le 30 mai 2011. Scénarisé par Nathalie Petrowski, le film est basé sur le livre Gerry Boulet : Avant de m'en aller de Mario Roy.
Il sort sur les écrans du Québec le 15 juin 2011.

## Synopsis
Habité par la musique depuis toujours, Gérald Boulet fonde le groupe Offenbach à la fin des années 1960 avec son frère Denis. Le groupe atteint un sommet avec l'arrivée de Pierre Harel dans les années 1970.
Parti deux ans en France, Gerry Boulet rencontre Françoise Faraldo, qui le rejoint par la suite au Québec. Quelques années plus tard, Boulet entreprend une carrière solo. Après avoir passé une vie mouvementée guidée par la philosophie du rock 'n' roll, Gerry Boulet meurt du cancer en juillet 1990 à l'âge de 44 ans.

## Production
Le tournage du film débute le 19 avril 2010.
Environ 3 000 figurants sont nécessaires pour reproduire le spectacle d'adieu du groupe Offenbach au Forum de Montréal.

## Fiche technique
Source : IMDb et Films du Québec
- Titre original : Gerry
- Réalisation : Alain DesRochers
- Scénario : Nathalie Petrowski, d'après le livre Gerry Boulet : Avant de m'en aller de Mario Roy
- Musique originale : FM Le Sieur
- Direction artistique : Dominique DesRochers
- Costumes : Carmen Alie
- Maquillage : Julie Casault
- Coiffure : Denis Parent
- Photographie : Yves Bélanger
- Son : Martin Desmarais, Marie-Claude Gagné, Louis Gignac
- Montage : Éric Drouin
- Production : Christian Larouche
- Société de production : Christal Films Productions
- Sociétés de distribution : Les Films Christal, Les Films Séville
- Budget : 6 millions $ CA
- Pays de production :  Canada
- Tournage : 26 avril au 6 juin 2010 à Montréal et Saint-Jean-sur-Richelieu
- Langue originale : français
- Format : couleur
- Genre : film biographique
- Durée : 132 minutes
- Dates de sortie :
  - Canada : 30 mai 2011 (première à Saint-Jean-sur-Richelieu)[3]
  - Canada : 15 juin 2011 (sortie en salle au Québec)[5]
  - France : 24 août 2011 (Festival du film francophone d'Angoulême)
  - Canada : 25 octobre 2011 (DVD et Blu-ray)

### Distribution
- Mario Saint-Amand : Gérald « Gerry » Boulet
- Capucine Delaby : Françoise Faraldo
- Marc-François Blondin : Jean « Johnny » Gravel
- Éric Bruneau : Pierre Harel
- Louis-David Morasse : Denis Boulet
- Eugene Brotto : Breen LeBoeuf
- Mathieu Lepage : Michel « Willie » Lamothe
- Madeleine Péloquin : Denise Boulet, née Croteau
- Luc Proulx : Georges Boulet, le père de Gerry et Denis
- Érika Gagnon : Charlotte Boulet, la mère de Gerry et Denis
- Laurent Lucas : Claude Faraldo
- Jassen Charron : Gerry Boulet à 13 ans
- Antoine DesRochers : Denis Boulet à 15 ans
- Roberto Mei : Roger « Wézo » Belval
- Hugo Dubé : Dr Jolivet
- Stéphane Archambault : Alain Simard
- Jonas : John McGale
- Enrik Cloutier : Justin Boulet, fils de Gerry
- Denis Boulet : remorqueur de l'auto de... Denis Boulet (Louis-David Morasse)
- Mani Soleymanlou : caméraman (France)
- Maxime Morin : Marjo
- Claude Laroche : frère Henri
- Jean-François Boudreau : Ménard
- Sylvain Marcel : Yves Savoie
- Normand Daneau : Béranger Dufour
- Ariane-Li Simard-Côté : « pusher » au party
- Clermont Jolicoeur : Pope Lulu
- Louise Bombardier : Denise Boucher
- Martin Dubreuil : Pierre Huet